# نيكولاي بيتروفيتش نيكوليف
نيكولاي بيتروفيتش نيكوليف (21 نوفمبر 1758 - 5 فبراير 1815)  (بالروسية: Николай Петрович Николев) هو شاعر وكاتب مسرحي روسي عاش في القرن الثامن عشر.

## سيرته
ولِدَ نيكولاي بيتروفيتش نيكوليف في الحادي والعشرين من نوفمبر سنة 1758، ونشأ في بيت الأميرة إيكاترينا داشكوفا، التي تربطها به علاقة قرابة ضعيفة. استطاع نيكوليف بمساعدة إيكاترينا الدخول إلى الأكاديمية الروسية، كما ساعدته في نشر مسرحياته وأغانيه الشعبيَّة بين النخبة الأدبيَّة. أُصِيب نيكوليف بالعمى في عمر العشرين، غير أنَّ شهرته ارتفعت بعد فقدانه لبصره، وكان عجزه سبب في تعاطف الناس معه، من ضمنهم الإمبراطور بافل، ولُقِّب بجون ميلتون الروسي. استطاع نيكوليف نشر خمس مجلدات من أعماله، وامتلك مسرحاً في موسكو. تُوفِّي نيكولاي بيتروفيتش نيكوليف في الخامس من فبراير سنة 1815.